# Пенемюнде
Пенемюнде (нім. Peenemünde) — громада в Німеччині, розташована в землі Мекленбург-Передня Померанія. Входить до складу району Передня Померанія-Грайфсвальд. Складова частина об'єднання громад Узедом-Норд.
Площа — 24,97 км2. Населення становить 349 ос. (станом на 31 грудня 2020). Офіційний код -13 0 59 075.
У світовій історії відоме перш за все своїм ракетним полігоном, створеним в 1937 р.

## Галерея

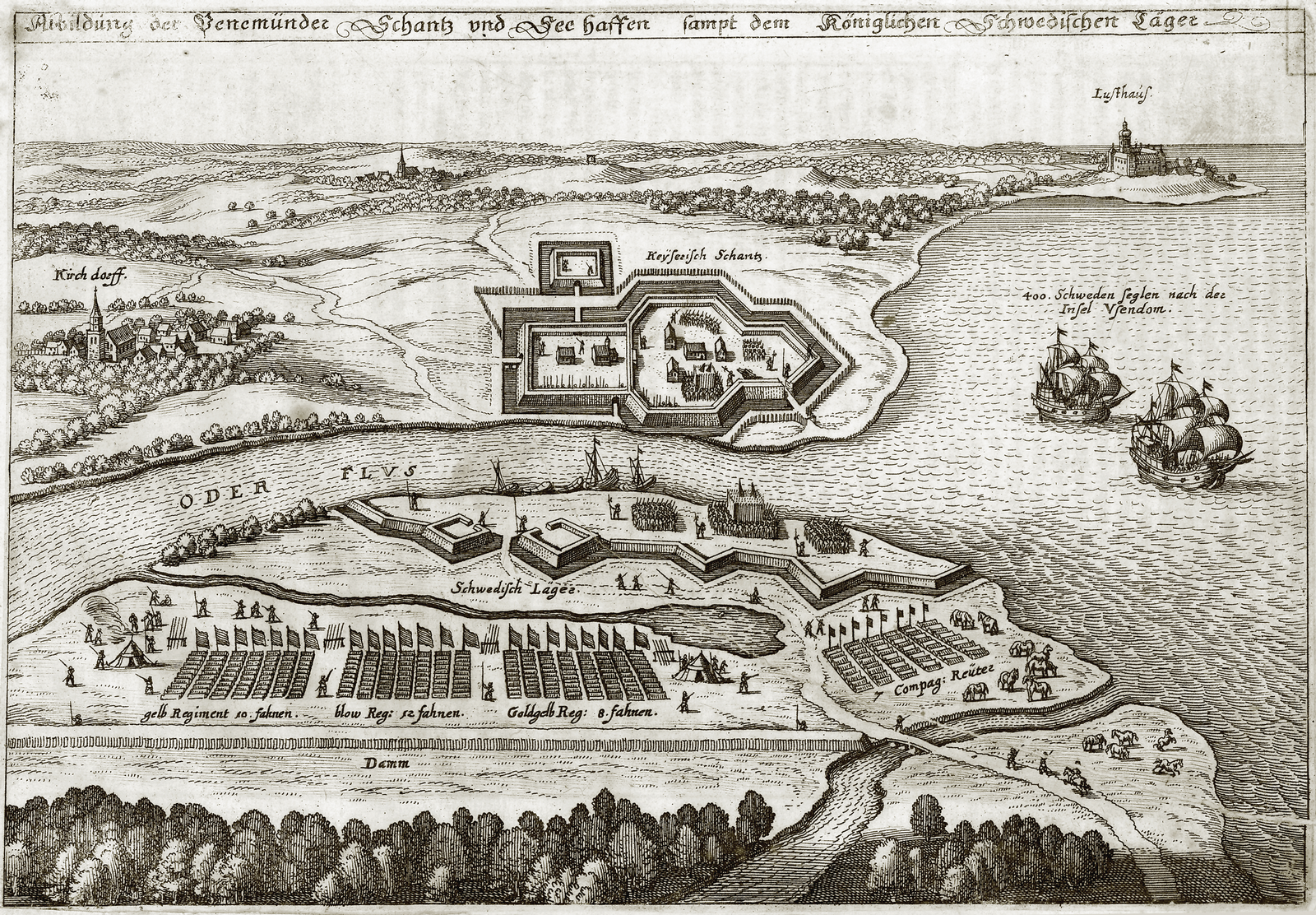
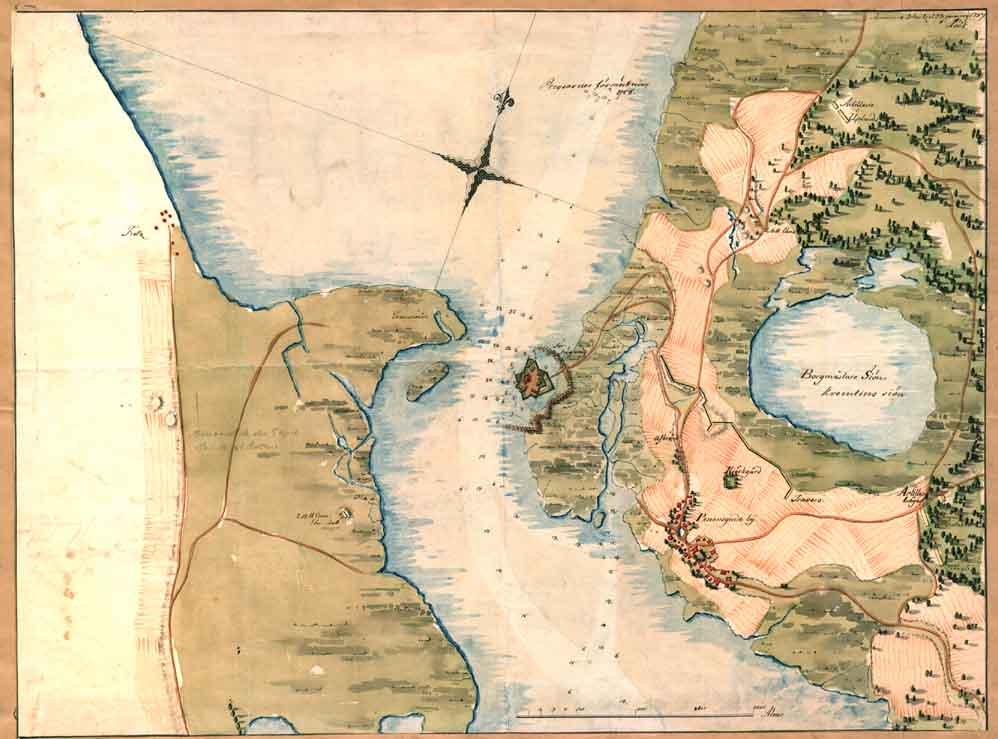
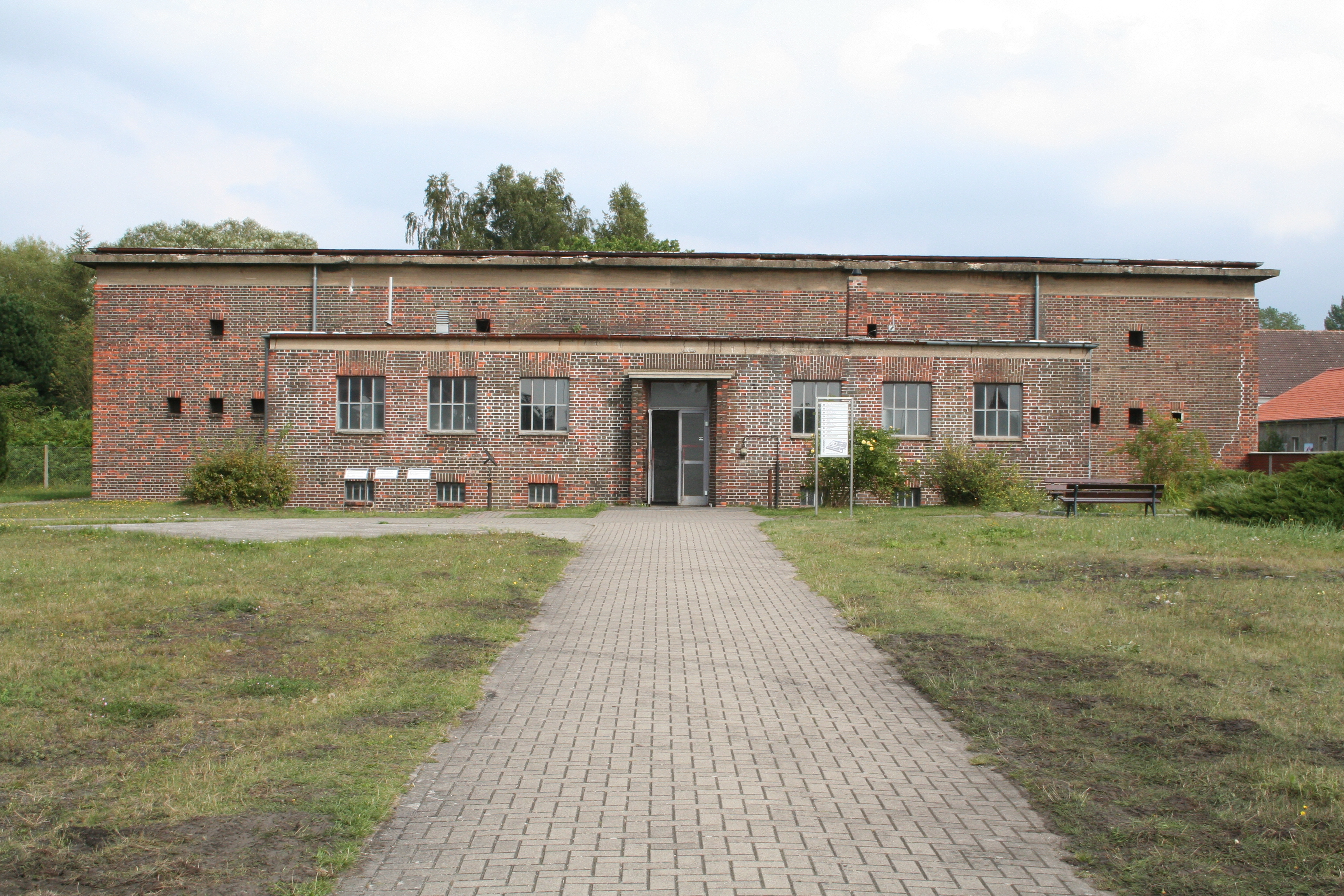
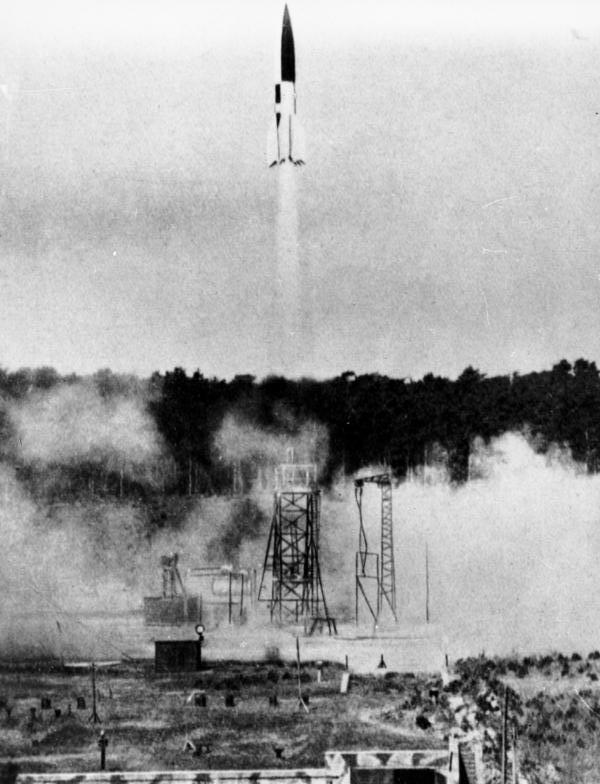
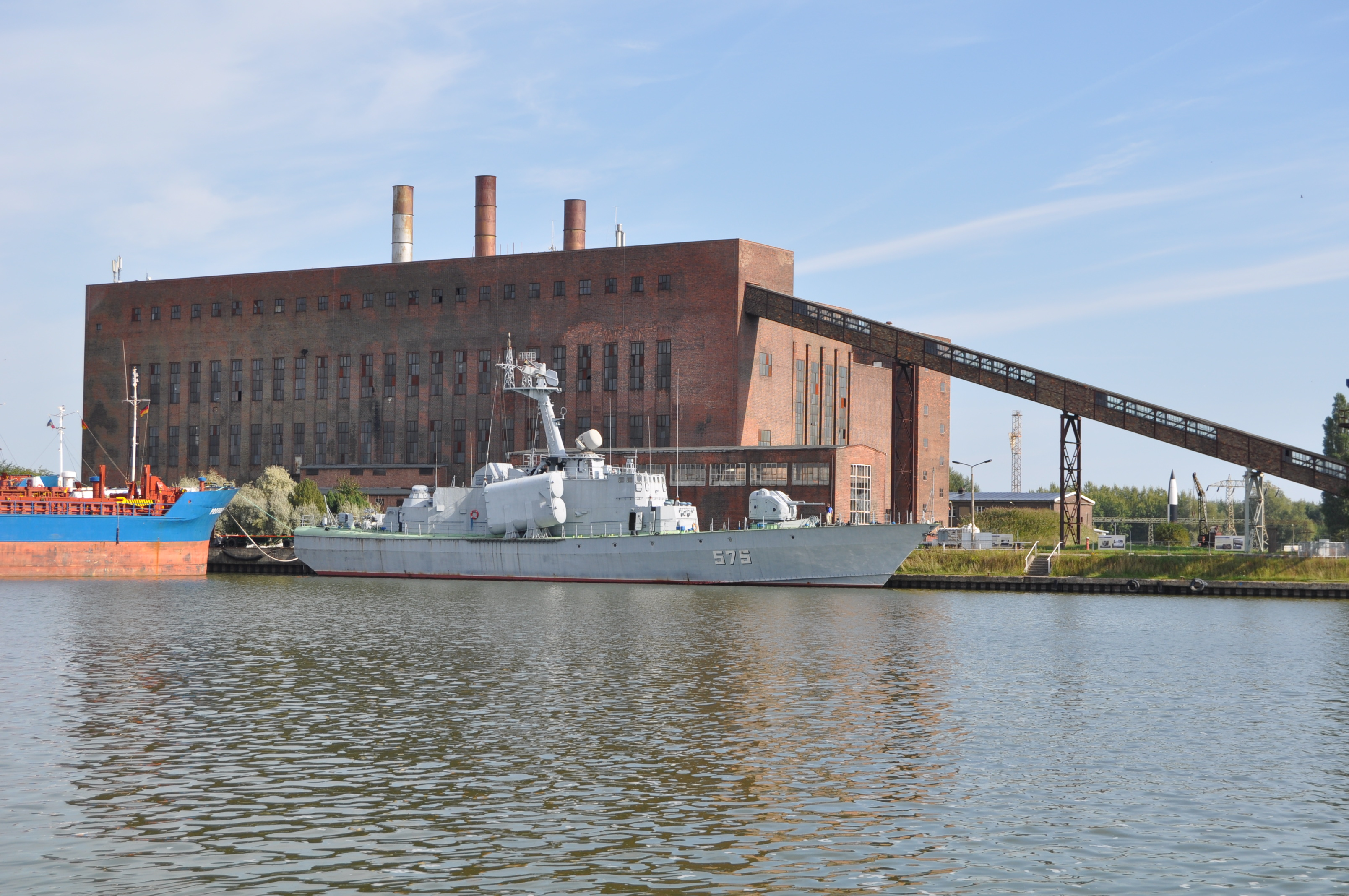
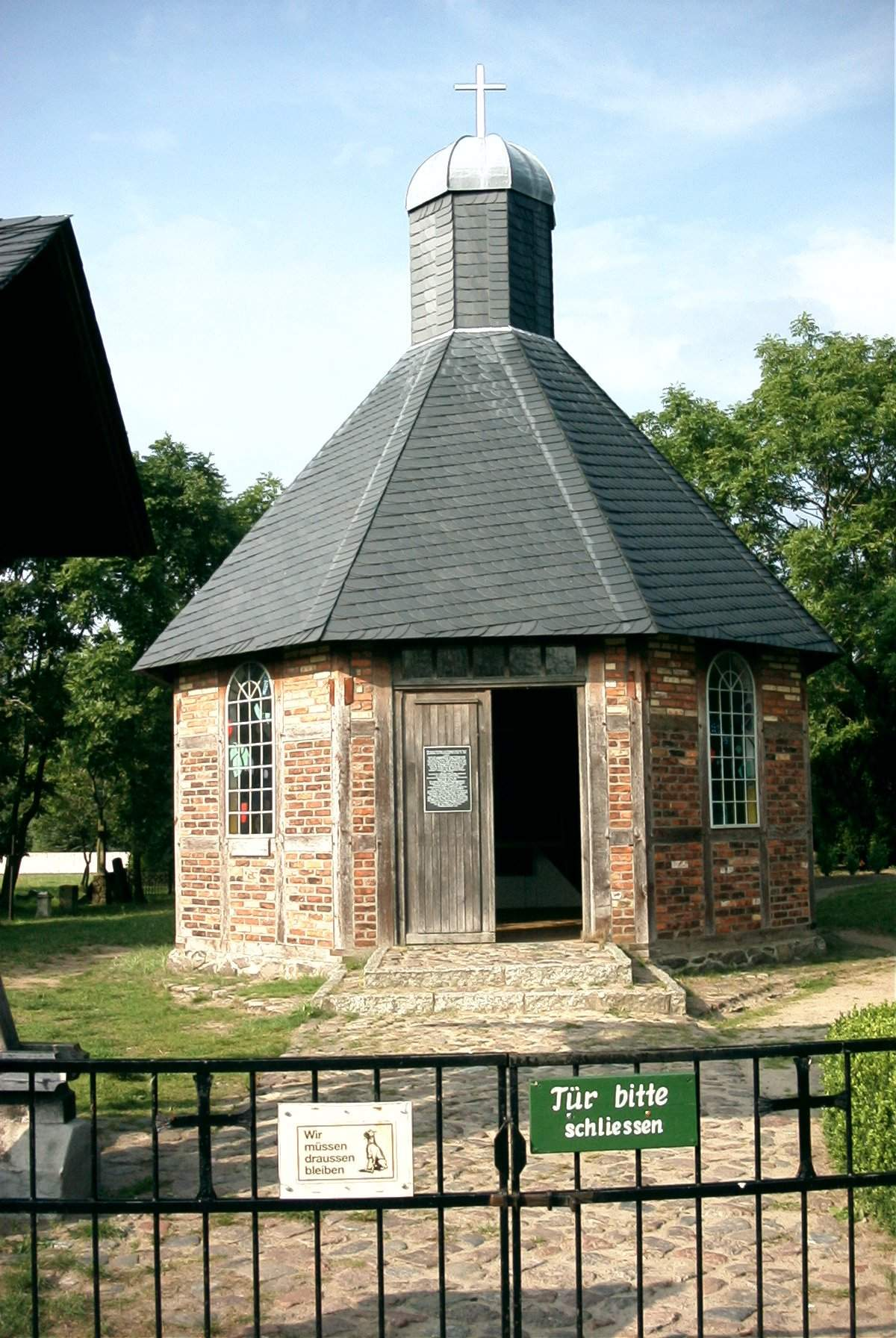